# Win, Lose or Draw (The Allman Brothers Band)
Win, Lose or Draw è il settimo album discografico della The Allman Brothers Band, pubblicato dall'etichetta discografica Capricorn Records nell'agosto del 1975.
L'album fu certificato disco d'oro dalla RIAA nell'ottobre del 1975.

## Tracce
Lato A
1. Can't Lose What You Never Had – 5:50 (McKinley Morganfield)
2. Just Another Love Song – 2:42 (Richard Betts)
3. Nevertheless – 3:31 (Gregory L. Allman)
4. Win, Lose or Draw – 4:45 (Gregory L. Allman)
5. Louisiana Lou and Three Card Monty John – 3:44 (Richard Betts)

Durata totale: 20:32
Lato B
1. High Falls – 14:26 (Richard Betts)
2. Sweet Mama – 3:29 (Billy Joe Shaver)

Durata totale: 17:55

## Formazione
- Gregg Allman - voce, organo, clavinet, chitarra acustica
- Richard Betts - chitarra solista, chitarra slide, voce solista, chitarra acustica
- Chuck Leavell - pianoforte, pianoforte elettrico, sintetizzatore moog, clvinet, accompagnamento vocale
- Lamar Williams - basso
- Jaimoe - batteria, percussioni
- Butch Trucks - batteria, congas, percussioni, timpani

Musicisti aggiunti:
- Johnny Sandlin - chitarra acustica, percussioni
- Bill Stewart - percussioni

Note aggiuntive:
- Johnny Sandlin - produttore
- The Allman Brothers Band - produttore
- Registrazioni e mixaggio effettuati al Capricorn Sound Studios di Macon (Georgia) ed al The Records Plant di Los Angeles, CA, tra il febbraio ed il luglio del 1975
- Sam Whiteside - ingegnere delle registrazioni
- Carolyn Harriss - assistente ingegnere delle registrazioni
- Remixaggio effettuato da Johnny Sandlin al Capricorn Sound Studios[1]